# أندريه روبرتسون
أندريه روبرتسون (بالإنجليزية: Andre Robertson)‏ هو لاعب كرة قاعدة أمريكي، ولد في 2 أكتوبر 1957 في أورانج في الولايات المتحدة.

## وصلات خارجية
- أندريه روبرتسون على موقع دوري كرة القاعدة الرئيسي (الإنجليزية)
- أندريه روبرتسون على موقعبيزبول رفرنس.كوم (الدوري الرئيسي) (الإنجليزية)
- أندريه روبرتسون على موقع مشجعي الرسوم البيانية (الإنجليزية)